# Chrysosoma xanthodes
Chrysosoma xanthodes är en tvåvingeart som beskrevs av Yang och Li 1998. Chrysosoma xanthodes ingår i släktet Chrysosoma och familjen styltflugor.
Artens utbredningsområde är Zhejiang (Kina). Inga underarter finns listade i Catalogue of Life.